# Репетиция (фильм, 2001)
«Репетиция» (фр. La répétition) — французская драма 2001 года режиссёра Катрин Корсини.

## Сюжет
Натали и Луиза выросли вместе и были близкими друзьями. Но по мере взросления отношение Луизы к Натали становилось всё более эгоистичным. Во время участия в молодёжном спектакле, где обе они играли главные роли, флирт Натали с мужчинами вызывает гневную ревность у подруги. Не в силах справиться со своими чувствами, Луиза делает попытку самоубийства. После этого она разрывает с Натали отношения.
Через несколько лет, во время которых она вышла замуж и стала зубным техником, Луиза на одном из спектаклей видит на сцене Натали. Натали не бросила театр и стала талантливой актрисой. Луиза подходит к ней после спектакля. Несколько минут общения дают понять ей, что её по-прежнему влечёт к подруге. Но Натали погружена в работу и в отношения с талантливым режиссёром Матье.
Вновь став подругой Натали, Луиза следует за ней повсюду. Дружеское общение и помощь в подготовке ролей скрывают под собой мучительную тягу Луизы к Натали. Поддаваясь эгоистичной болезненной привязанности, Луиза разрушает отношения Натали и Матье. Собственный муж перестаёт для Луизы что-либо значить.
Не зная всей правды, но ощущая присутствие Луизы как высасывающую силы тяжесть, Натали пытается избавиться от неё, но вновь призывает к себе, когда заболевает и остаётся одна. Луиза признаётся ей в своей страсти. Натали отвечает ей взаимностью, но для неё это лишь отклик на тяжёлое состояние подруги.
Видя, что Натали не собирается принадлежать только ей, Луиза испытывает то безумие, что заставило её резать себе вены много лет назад. Мучительная одержимость приводит к тому, что она едва не даёт Натали погибнуть в больном желании, чтобы женщина принадлежала лишь ей и никому больше.

## Актёрский состав
| В ролях         |  | Персонаж |
| --------------- |  | -------- |
| Эммануэль Беар  |  | Натали   |
| Паскаль Бюссьер |  | Луиза    |
| Дени Леви       |  | Матье    |
| Марилу Марини   |  | Матильда |
| Сами Буажила    |  | Николас  |